# Calzada

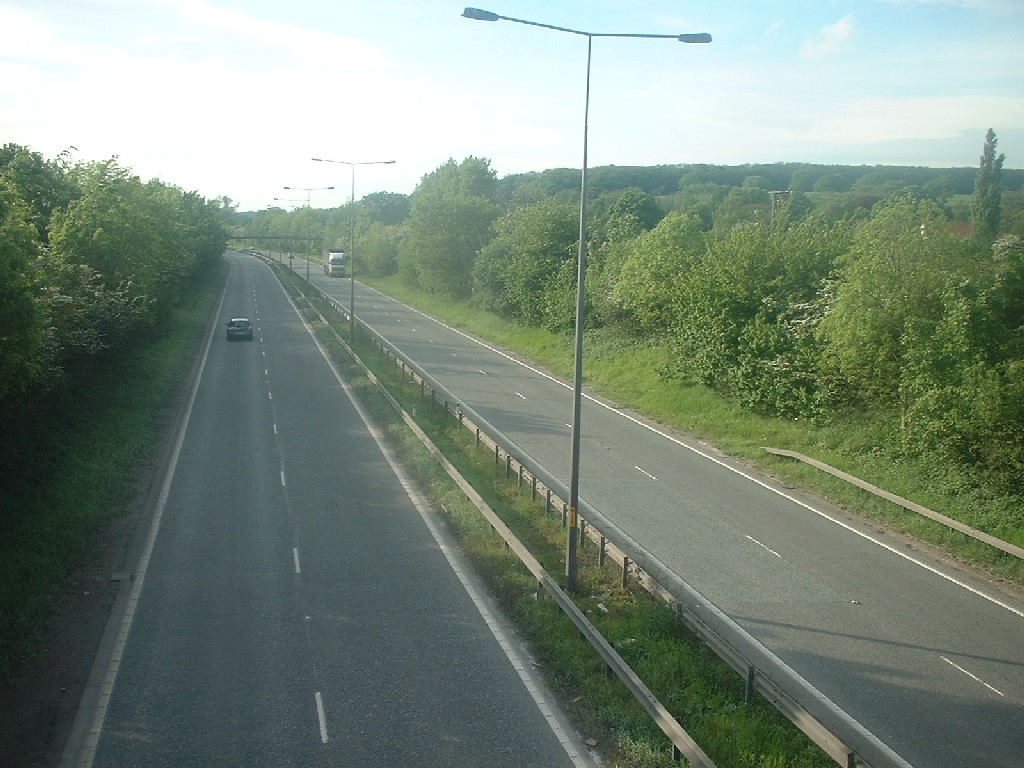
Ejemplo de carretera con dos calzadas, una para cada sentido de la marcha (Autovía A63 del Reino Unido a su paso por Kingston upon Hull).

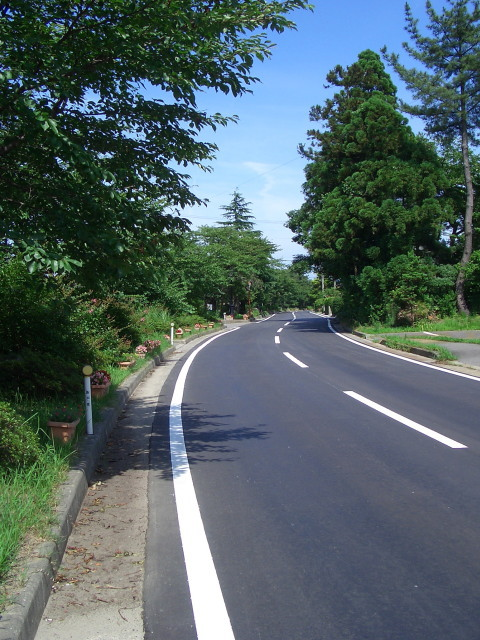
Carretera convencional (con una única calzada para ambos sentidos de la marcha) en Niigata, Japón.

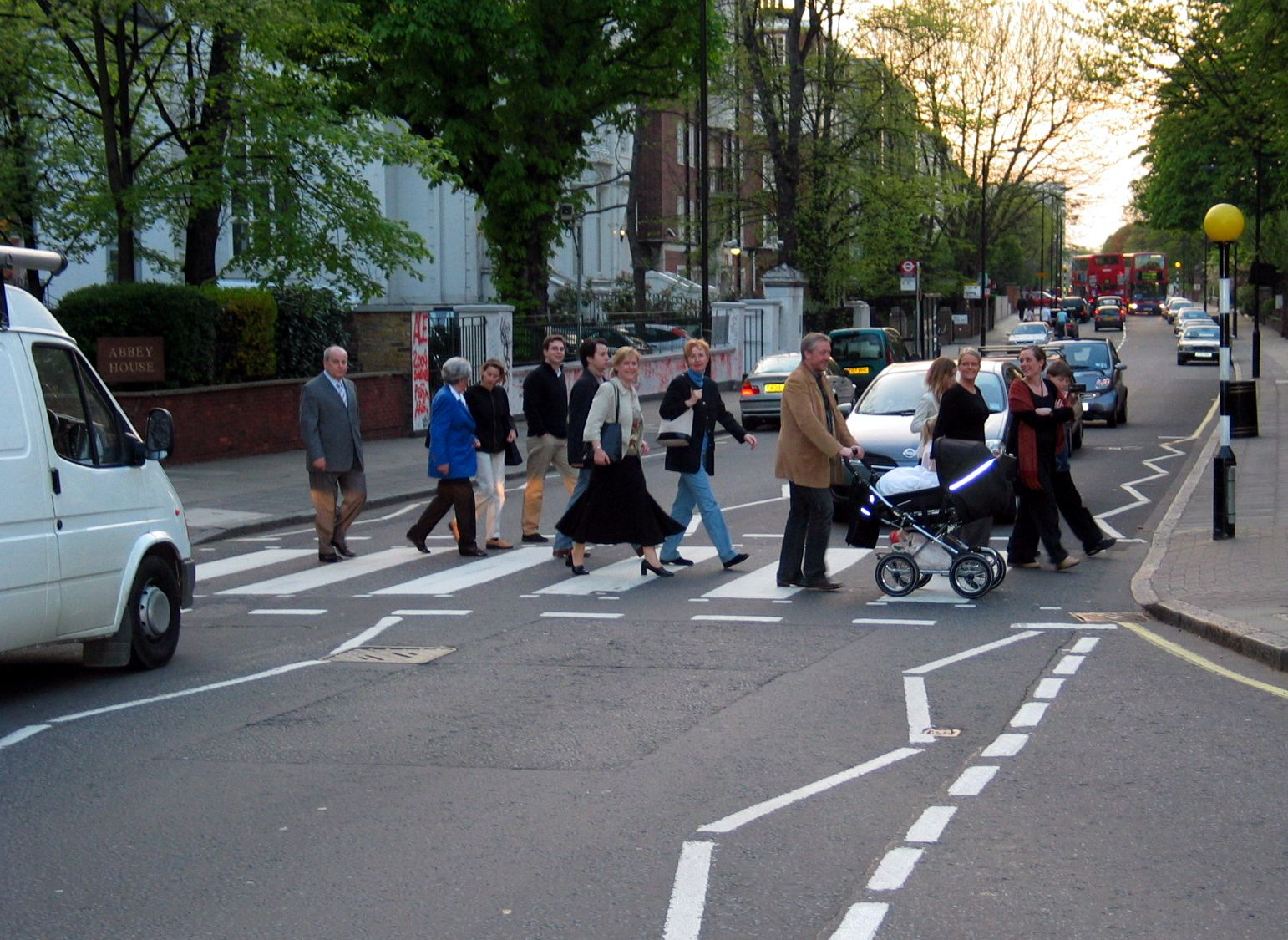
Personas cruzando la calzada por un paso de cebra entre las aceras.

La calzada es la parte de la carretera o calle destinada a la circulación de vehículos. Está compuesta por uno o más carriles y suele estar delimitada por elementos como aceras, arcenes, medianas u otros espacios diseñados para usos específicos. Su función principal es facilitar el tránsito de vehículos de forma eficiente y segura.

## Definición y características
La calzada es una infraestructura vial destinada al movimiento de vehículos, compuesta por los siguientes elementos principales:
- Carril: zona longitudinal que ordena el tránsito de vehículos.
- Arcén: área lateral utilizada en emergencias o para detenerse.
- Mediana: espacio que separa las calzadas en vías de doble sentido.
- Isleta y refugio: elementos que ordenan el tráfico y proporcionan seguridad a los peatones.

En zonas urbanas, la calzada se distingue de la acera, reservada para el tránsito peatonal.

## Contextos de uso

### Carreteras y autopistas
En carreteras, autovías y autopistas, puede haber varias calzadas separadas por medianas. Estas separaciones garantizan la seguridad y reducen las interacciones entre vehículos que circulan en sentidos opuestos. También pueden incluir carriles de emergencia o exclusivos para determinados tipos de vehículos.

### Áreas urbanas
En áreas urbanas, las calzadas incluyen carriles para autobuses, bicicletas o vehículos particulares. El diseño urbano busca integrar elementos como pasos de peatones, semáforos, marcas viales y señales de tráfico.

### Historia
El término "calzada" proviene del latín vulgar calciāta, que significa "camino empedrado con cal". En la antigüedad, civilizaciones como la romana o azteca utilizaban las calzadas como vías principales para el comercio y la comunicación.

## Normativa y diseño internacional
Cada país regula las dimensiones, materiales y señalización de las calzadas. Por ejemplo:
- En Alemania (Fahrbahn), las autopistas suelen tener carriles separados por medianas y normas específicas sobre diseño transversal.
- En Francia (chaussée), las isletas para peatones son comunes en áreas urbanas.
- En Italia (carreggiata), las calzadas están delimitadas por líneas de borde reguladas según el Código de circulación.

## Tipos de calzadas

### Según su uso
- Calzada urbana: Diseñada para tránsito dentro de ciudades, incluye carriles específicos para autobuses, bicicletas y vehículos particulares.
- Calzada interurbana: Une municipios o ciudades, con menor capacidad que autopistas.
- Calzada rural: Caminos de bajo mantenimiento en áreas agrícolas o remotas.
- Calzada histórica: Ejemplo de diseño clásico, como las empedradas en ciudades antiguas.
- Calzada arterial: Vías principales para tráfico rápido entre zonas importantes.
- Calzada arterial primaria: Diseñada para tráfico pesado y rápido en zonas urbanas.
- Calzada secundaria: Conecta comunidades pequeñas con arterias principales.
- Calzada de emergencia: Exclusiva para situaciones de emergencia o asistencia vial.
- Calzada de acceso controlado: Parte de autopistas o vías rápidas donde se regula el acceso.

### Según su diseño
- Calzada de doble sentido: Una única calzada para vehículos en ambos sentidos.
- Calzada de doble vía: Dos calzadas separadas por una mediana para sentidos opuestos.
- Calzada elevada: Construida sobre pilares para atravesar zonas urbanas, ríos o terrenos difíciles.
- Calzada deprimida: Ubicada a menor nivel que el terreno circundante para evitar cruces a nivel.
- Calzada reversible: Permite cambiar el sentido del tránsito según el flujo.
- Calzada compartida: Integra vehículos, bicicletas y peatones en espacios comunes.
- Calzada de carriles exclusivos: Con carriles para transporte público, bicicletas o vehículos de alta ocupación (VAO).
- Calzada de tránsito lento: Pensada para zonas residenciales o comerciales con tráfico reducido.

### Según sus materiales
- Calzada asfaltada: Cubierta con asfalto, ofrece una superficie suave, resistente y adecuada para tráfico pesado. Es la más común en autopistas, autovías y carreteras modernas.
- Calzada pavimentada: Cubierta de concreto u otros materiales modernos, ideal para vías urbanas de alta demanda.
- Calzada adoquinada: Utiliza adoquines para resistencia y estética, común en áreas urbanas antiguas.
- Calzada empedrada: Hecha con piedras o adoquines, típica en zonas históricas o rurales.
- Calzada sin pavimentar: De tierra o grava, común en caminos rurales o de bajo tránsito.
- Calzada con enrobado drenante: Diseñada para mejorar el drenaje y evitar acumulaciones de agua.
- Calzada verde: Utiliza materiales permeables y diseño sostenible para reducir el impacto ambiental.